# Delgany Golf Club
De Delgany Golf Club is een golfclub in Delgany in de buurt van Dublin. De golfbaan ligt tussen de heuvels en men heeft uitzicht op de Ierse Zee.
De oprichters van de club waren leden van de Greystones G.C., waar niet op zondag gespeeld mocht worden. In april 1908 waren de eerste negen holes al speelbaar en sloot zich direct aan bij de Golfing Union of Ireland. De eerste clubprofessional werd Pat Doyle
In die tijd speelden professionals vaak demonstratiewedstrijden. Op 18 september 1909 speelden Harry Vardon en de Ierse kampioen Michael Moran tegen elkaar. Moran verloor pas op de 34ste hole. Een beroemd geworden commentaar van Vardon was: "he drove like a lion and putted like a lamb". Vervolgens vroeg de club hem om advies hoe ze de baan konden verbeteren.

In 2004 werd de baan met behulp van golfbaanarchitect Patrick Merrigan gemoderniseerd. Er kwamen nieuwe afslagplaatsen en greens volgens USGA standaard. In 2007 werd een nieuw clubhuis geopend en in 2008 werd het eeuwfeest gevierd.
Een deel van de roem van de club is dat hij de enige club ter wereld is die vier Ryder Cup spelers heeft voortgebracht: Harry Bradshaw (1953, 1955 en 1957), Jimmy Martin (1965), John O'Leary (1975) en Eamonn Darcy (1975, 1977, 1981 en 1987).